# Triuggio
Triuggio (lombardul: Triügg vagy Treügg) település Olaszországban, Lombardia régióban, Monza e Brianza megyében. Lakosainak száma 8672 fő (2023. január 1.). Triuggio Albiate, Besana in Brianza, Carate Brianza, Correzzana, Lesmo, Macherio és Sovico községekkel határos.

## Népesség
A település lakossága az elmúlt években az alábbi módon változott:
| Lakosok száma | 8786 | 8842 | 8763 | 8672 |
|               | 2013 | 2017 | 2018 | 2023 |